# Gertrude Clorius Schwebell
Gertrude Clorius Schwebell (auch: Gertrude C. Schwebell; * 22. Juni 1901 in Diller, Jefferson County, Nebraska; † vermutl. im Oktober 1979) war eine deutsch-amerikanische Übersetzerin und Herausgeberin.

## Leben und Wirken
Zu Gertrude Clorius Schwebell geben andere Quellen, wie Deutsche Nationalbibliothek und Kalliope-Verbund kein Todesdatum und als Geburtsjahr 1910 an, das jedoch angesichts ihres Geburtsortes und der bekannten Biografien ihres Vaters, dem evangelisch-lutherischen Pastor und Autor Otto Clorius, sowie ihres Bruders, dem Juristen Carl Theodor Clorius, unwahrscheinlich erscheint. Danach ist der Vater 1903 aus den USA nach Mecklenburg zurückgekehrt und mit seiner Familie bis zu seinem Tod 1943 in Deutschland geblieben.
Gertrude Clorius Schwebell wuchs somit vermutlich als Kleinkind in Mecklenburg bzw. ab 1908 in Neubrandenburg auf. Über ihr weiteres Leben ist nur noch bekannt, dass sie 1947 wieder in die USA ging und in New York eine bekannte Übersetzerin und Herausgeberin deutscher Literatur wurde, u. a. mit der Übersetzung und Herausgabe der Anthologie Contemporary German Poetry – An Anthology, in der sie u. a. auch einen Beitrag zu Bertolt Brecht leistete. Briefe und andere Schriftstücke von ihr sind laut Kalliope-Verbund u. a. auch Teil des Vorlasses von Walter Höllerer gewesen.

## Bibliografie (Auswahl)

### Nacherzählungen (ins Englische)
- Friedrich de la Motte Fouqué: Undine. Illustrationen: Eros Keith. Simon and Schuster, New York 1957.
- Man who lost his shadow, and nine other German fairy tales. Illustrationen: Max Barsis. Dover Publications, New York 1957, Neuauflage 1974.

### Übersetzungen
- Where magic reigns – German fairy tales since Grimm. Stephen Daye Press, New York 1957.
- Secret delights of love, by the Pundit Bilhana. Aus dem Sanskrit ins Englische übertragen. Illustrationen: Gerhard Gollwitzer. Peter Pauper Press, Mount Vernon, N.Y. 1966.
- William Carlos Williams: Neue Orte – New places. Holzschnitte von Claire-Lise Holy. J. G. Bläschke Verlag, Darmstadt 1966.
- John Berryman: Huldigung für Mistress Bradstreet. Nachwort: Walter Hasenclever. Hoffmann und Campe, Hamburg 1967.

### Herausgeberschaften
- Contemporary German Poetry – An Anthology. Vorwort: Victor Lange. New Directions, New York 1964.
- Die Geburt des modernen Japan in Augenzeugenberichten. Karl Rauch Verlag, Düsseldorf 1970; Neuausgabe Deutscher Taschenbuch-Verlag, München 1981, ISBN 978-3-423-02708-3.